# هم‌اتاقی (فیلم)
هم‌اتاقی (به انگلیسی: The Roommate) یک فیلم ترسناک و مهیج آمریکایی محصول سال ۲۰۱۱ به کارگردانی «کریستین کریستنسن» است. بازیگرانی مانند لیتون میستر، مینکا کلی و کم جیجاندت در این فیلم ایفای نقش می‌کنند. این فیلم در دانشگاه لویولا ماریمونت و دانشگاه کالیفرنیای جنوبی لس آنجلس فیلم‌برداری شده است.

## بازیگران
- لیتون میستر در نقش ربکا ایوانز
- مینکا کلی در نقش سارا متیوز
- کم جیجاندت در نقش استفن
- دانیل هاریس در نقش ایرن کرو
- مت لنتر در نقش جیسون تانر
- نینا دوبرو در نقش ماریا
- الیسون میچالکا در نقش تریسی لانگ
- کاترینا گراهام در نقش کیم جانسون
- چریلین ویلسون در نقش لندی رام
- بیلی زین در نقش پروفسور رابرتز
- فرانسیس فیشر در نقش آلیسون ایوانز
- توماس آرانا در نقش جف ایوانز
- نیتن پارسونز در نقش صندوقدار کافی شاپ
- الکس مرز در نقش عضو انجمن

## جوایز
| جایزه                  | دسته‌بندی                     | دریافت‌کننده    | نتیجه    |
| ---------------------- | ---------------------------- | -------------- | -------- |
| جایزه سینمایی ام‌تی‌وی   | بهترین اجرای ترسناک          | مینکا کلی      | نامزدشده |
| جایزه سینمایی ام‌تی‌وی   | برای بهترین آدم شرور در فیلم | لیتون میستر    | نامزدشده |
| جایزه برگزیده نوجوانان | نقش منفی برگزیده             | لیتون میستر    | نامزدشده |
| جایزه برگزیده نوجوانان | بازیگر زن سکانس برتر         | الیسون میچالکا | نامزدشده |
| جایزه برگزیده نوجوانان | بازیگر زن برگزیده            | مینکا کلی      | نامزدشده |
| جایزه برگزیده نوجوانان | بازیگر مرد زن برگزیده        | کم جیجاندت     | نامزدشده |
| جایزه برگزیده نوجوانان | فیلم برگزیده: درام           | هم اتاقی       | نامزدشده |